# Лжелиственница
Лжелиственница или псевдолиственница,  или золотая лиственница, или ложноли́ственница (лат. Pseudolarix) — монотипный род хвойных деревьев семейства Сосновые. Единственный вид — ложнолиственница китайская или  ложнолиственница Кемфера, или китайская золотая лиственница (лат. Pseudolarix amabilis).

## Ботаническое описание

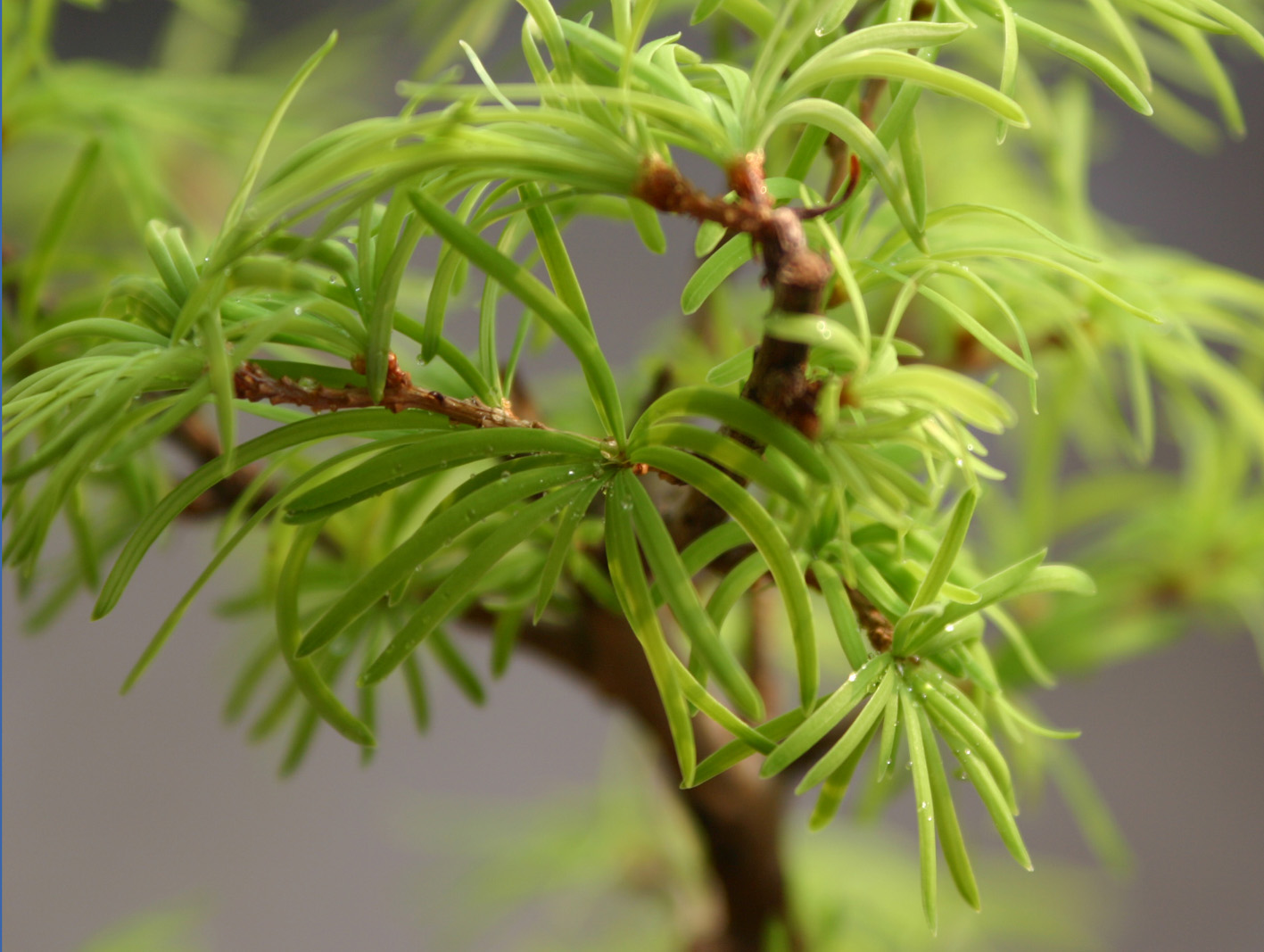
Листья лжелиственницы

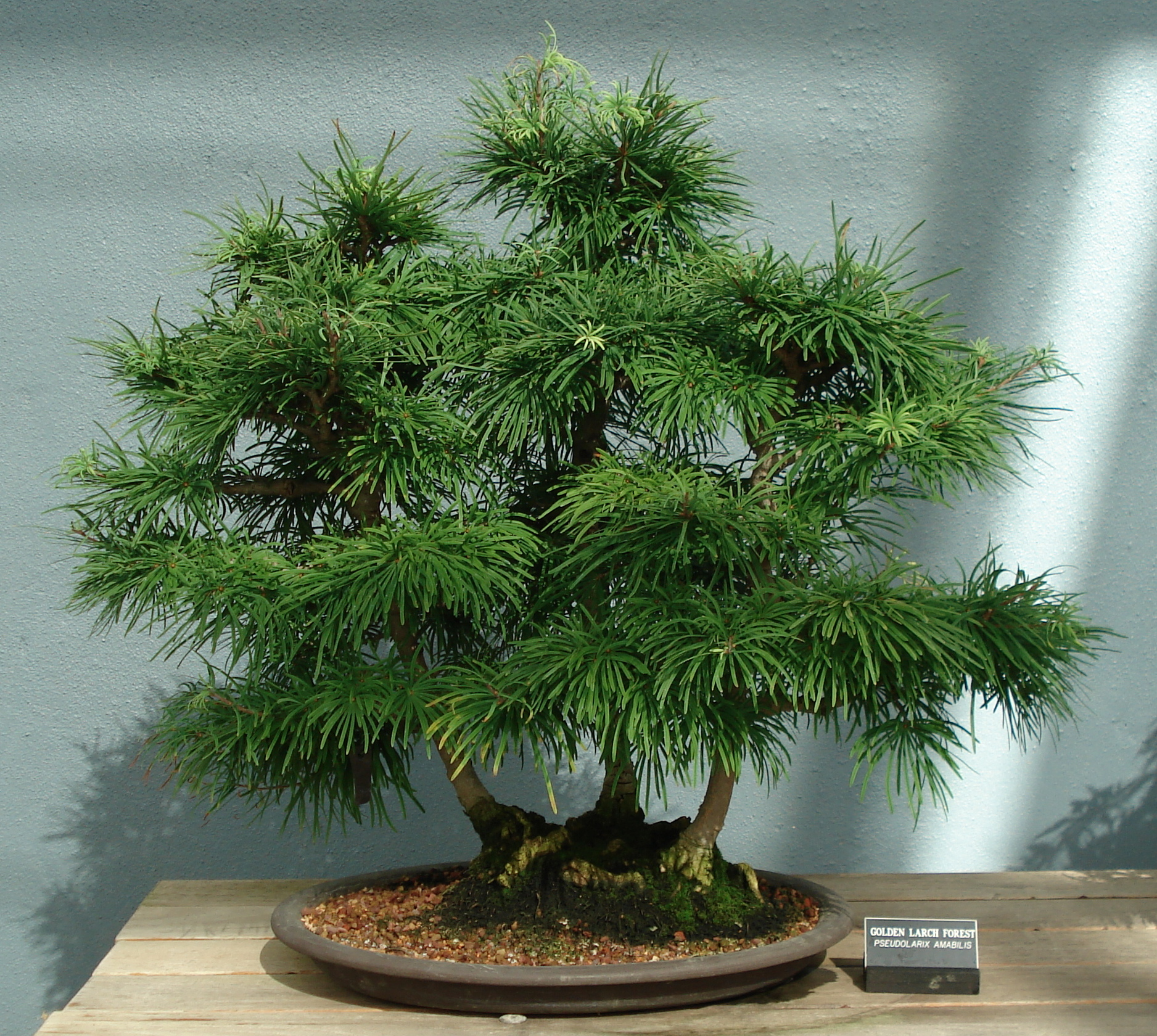
Лжелиственница, выращиваемая как бонсай. Бруклинский ботанический сад, США

Листопадное дерево с широкой конической кроной, достигающее 30—40 м в высоту и до полутора метров в диаметре.
Листья светло-зелёные, 3—6 см длиной и 2—3 мм шириной. Как и хвоя сосен, кедров, лиственниц, у лжелиственниц она расположена на двух типах побегов: на длинных побегах — спирально, и на коротких побегах — пучками. Перед опаданием она становится золотисто-жёлтой.
Микростробилы развиваются на коротких побегах. Шишки по форме напоминают плод испанского артишока, 4—7 см длиной и 4—6 см в диаметре. Семенные чешуи на шишках много длиннее и крупнее кроющих чешуй, однако последние у зрелых шишек всё-таки видны снаружи. Созревают шишки в год появления и, в отличие от шишек лиственниц, распадаются. Семена — крылатые.

## Распространение и экология
Лжелиственница произрастает в Китайских провинциях Аньхой, Чжэцзян, Фуцзянь, Цзянси, Хунань, Хубэй и Сычуань на высоте от 100 до 1500 м над уровнем моря, в хвойно-широколиственных лесах, а также образует совместный древостой с Platycarpa strobilacea с соснами Pinus massoniana и Pinus tabuliformis, с птерокариями и некоторыми другими хвойными. В Западной Европе выращивается с 1858 года, а в России и СССР — с 1894 года, южнее Сочи.

В геологическом прошлом лжелиственница была распространена также в Северной Америке, присутствует в отложениях, начиная с раннего мела.